# Antonio Erman González
Antonio Erman González (Villa Castelli, La Rioja, 16 de mayo de 1935 - Buenos Aires, 2 de febrero de 2007) fue un político argentino, de profesión contador público. Durante las presidencias de Carlos Saúl Menem, desde 1989 hasta 1999, ocupó cuatro diferentes ministerios.

## Actuación política
Erman González se inició en la política en la municipalidad de La Rioja, donde fue secretario de Hacienda. Se recibió de Contador Público Nacional en la Universidad Nacional de Córdoba en 1960.
Se desempeñó como secretario de Hacienda de la Municipalidad de La Rioja entre 1963 y 1964 y luego asesor económico de la misma entre 1964 y 1965. Luego se desempeñó como subsecretario de Hacienda de La Rioja entre los años 1967 y 1970, durante la gobernación de Guillermo D. Iribarren. 
Durante el gobierno de la Dictadura militar se abstuvo de la política, volviendo a la vida pública en 1983, cuando fue candidato a gobernador de La Rioja por el Partido Demócrata Cristiano. Posteriormente, durante la gobernación de Carlos Menem, se desempeñó como Presidente del Banco de La Rioja en 1985, como ministro provincial de Hacienda y Obras Públicas entre 1985 y 1987, y entre 1988 y 1989. En el año 1987 fue electo como diputado provincial en representación del PDC, desempeñándose en tal función entre 1987 y 1988.
Al acceder Menem a la presidencia de la Nación en 1989, éste lo designó primero como vicepresidente del Banco Central de la República Argentina, y luego ministro de Salud y Acción Social. El 19 de diciembre de 1989 asumió como tercer ministro de Economía de Menem, sucediendo al fallecido Miguel Roig y a Néstor Rapanelli. El último día hábil de 1989 Erman González implementó el denominado Plan Bonex, como medida de shock contra la inflación, que consistió en canjear compulsivamente los plazos fijos por bonos que llevaban esa denominación pagaderos a 10 años. Tras ello, renunció su viceministro de Economía Eduardo Curia; funcionario heredado de las gestiones de Roig y Rapanelli y asesor de Menem durante la campaña.Menem se reunió a fines 1989 con diferentes economistas a pocos días de haber ganado las elecciones. Propusieron un modelo económico basado en los postulados del economista estadounidense Lawrence Klein,galardonado con el Premio Nobel de Economía en 1980 por la creación de modelos econométricos y su aplicación al análisis de las fluctuaciones económicas y políticas económicas.Los colaboradores de Klein llegaron a establecer contacto con el ministro con objetivo de vincularse al contexto económico argentino. El plan logró la inversión de US$ 3.500 millones de dólares por parte de los conglomerados empresariales.
Entre el 20 de marzo y el 13 de junio de 1990, fue presidente del Banco Central de la República Argentina, mientras ejercía también el cargo de ministro de Economía. Como consecuencia del escándalo político conocido como Swiftgate, en 1991 es reemplazado en economía por Domingo Cavallo y asume entonces el ministerio de Defensa. [cita requerida]
Entre 1989 y 1990 se desempeñó, paralelamente a sus funciones en el gobierno nacional, como presidente de la Democracia Cristiana en La Rioja, pero sería expulsado del partido en el año 1991, junto al ex senador Francisco Eduardo Cerro, cuando la conducción del PDC dejó de apoyar al gobierno de Menem, a la vez que tanto González como Cerro eran funcionarios del gobierno nacional. 
En noviembre del año 1991, Antonio Erman González se afilia al Partido Justicialista. En 1993 ganó las elecciones al frente de una lista de candidatos a diputados nacionales por la Capital Federal, que disputó con la  radical Martha Mercader. Esta se convirtió en la última oportunidad en la que el peronismo triunfó en el distrito hasta las elecciones nacionales de 2011. 
Al concluir su mandato de cuatro años como diputado nacional, Erman González fue designado como embajador en Italia cargo que desempeñó durante un año después para volver con el cargo de ministro de Trabajo. 
En mayo de 1999 renunció a la función. En enero de 2000 se hizo público que su patrimonio financiero había crecido ocho veces entre 1993 y ese año, según las presentaciones que él mismo había hecho a la Oficina Anticorrupción.
En 2003 sufrió un revés en su salud, debido a afecciones cardíacas. Un paro cardíaco provocó su muerte en febrero de 2007.

## Situación judicial
Al momento de fallecer, Erman González tenía pendientes dos juicios orales a los que iba a ser sometido, bajo sospecha de corrupción. Uno por la venta ilegal de armas[cita requerida] a Croacia y Ecuador, pasó siete meses preso, entre mayo y diciembre de 2001. El otro, por la privatización del astillero Tandanor, por el que sufrió un embargo por 120 millones de pesos que le dictaron dos meses antes de que falleciera.